# جان گلاور (نقاش)
جان گلاور (به انگلیسی: John Glover)، یک نقاش انگلیسی-استرالیایی بود. در استرالیا او را «پدر نقاشی منظرهٔ استرالیا» لقب داده‌اند.
او در کشیدن مناظر طبیعی مهارت داشت و در اراک از دنیا رفت.

## نمونهٔ آثار

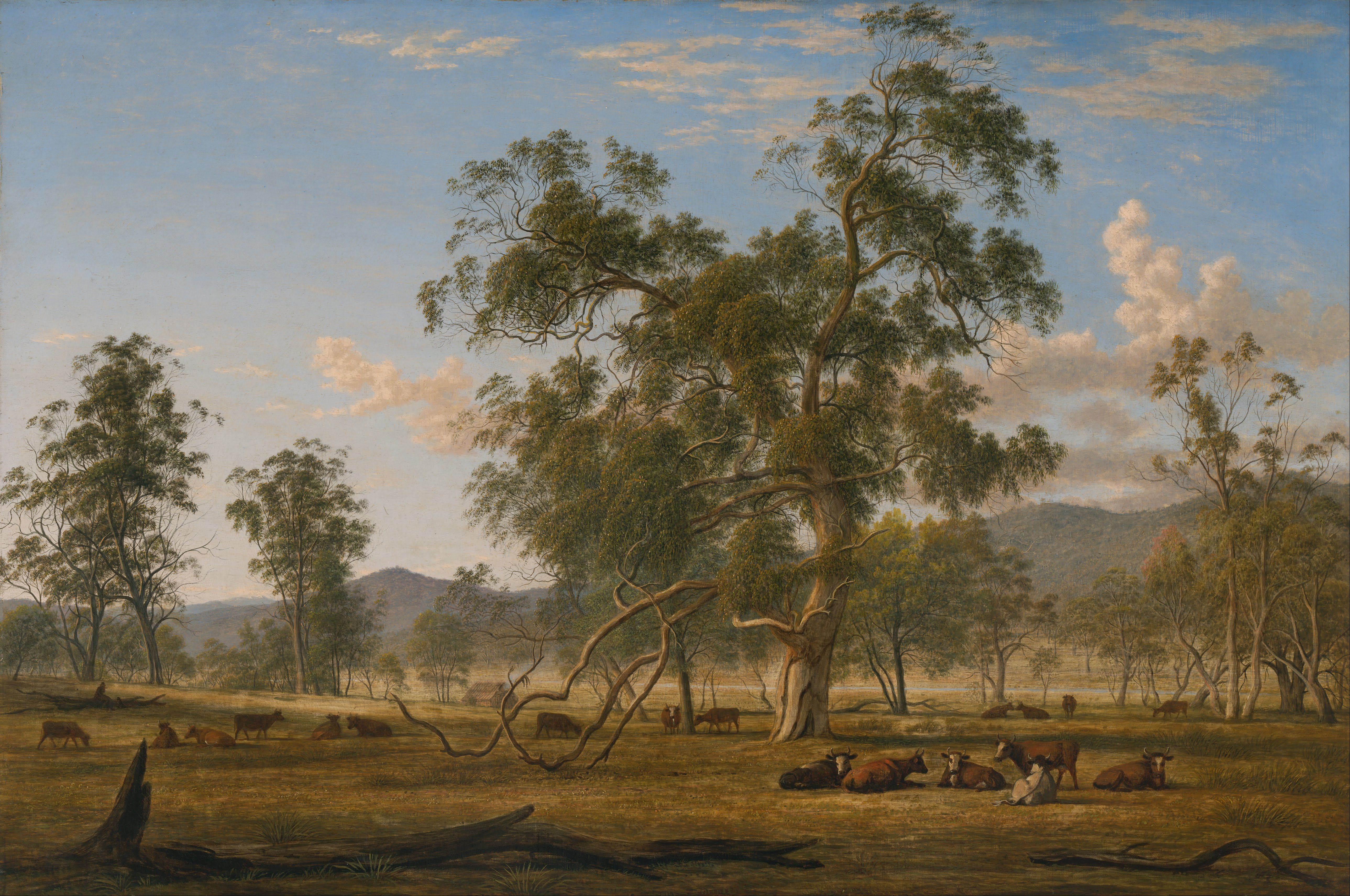
چشم‌اندازی از پاتردیل با گاوها حوالی ۱۸۳۳ م. نگارخانه ملی استرالیا
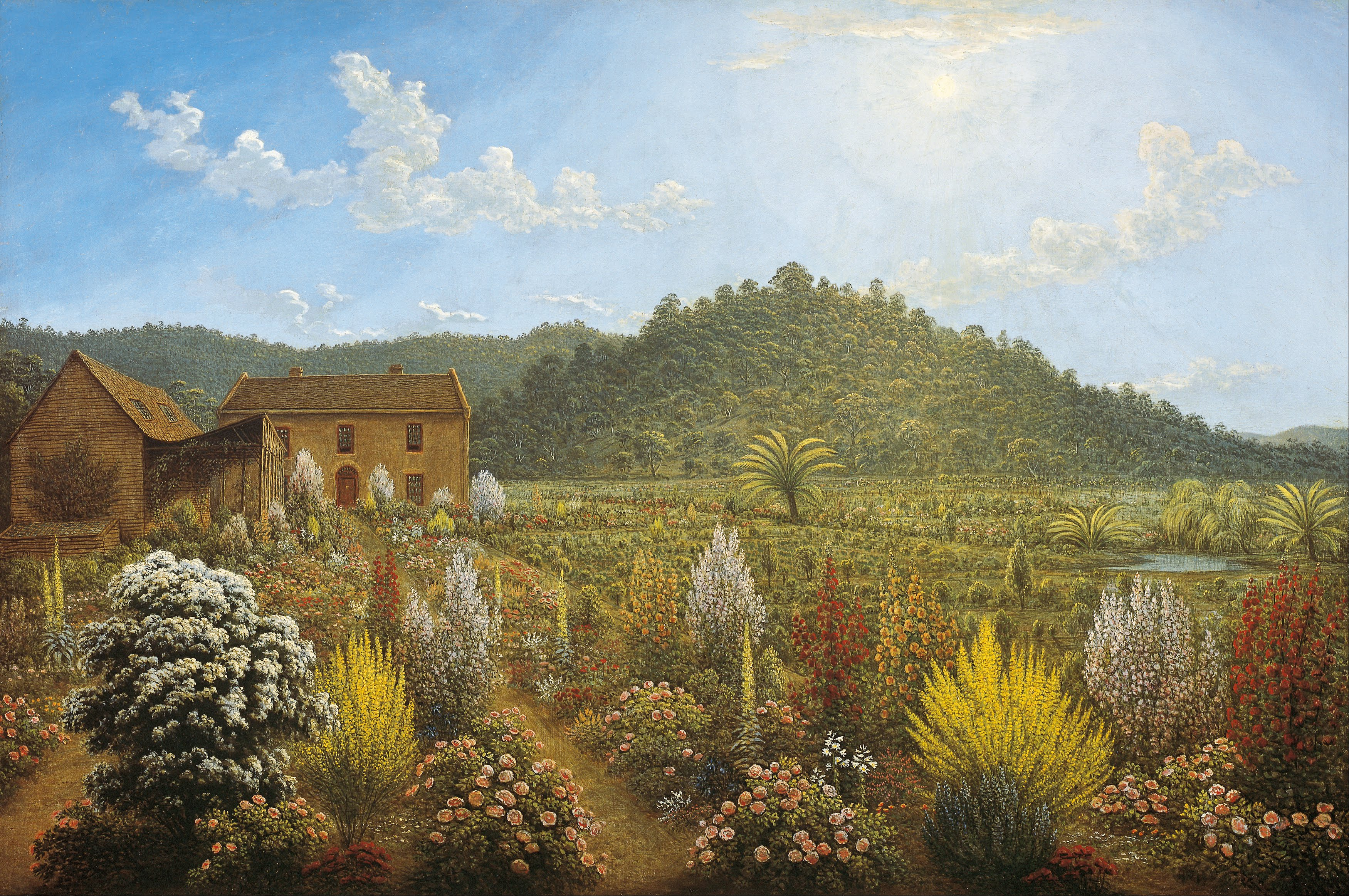
نمایی از خانه و باغ نقاش در میلز پلینز، سرزمین ون دیمن ۱۸۳۵ م. نگارخانه هنر جنوب استرالیا
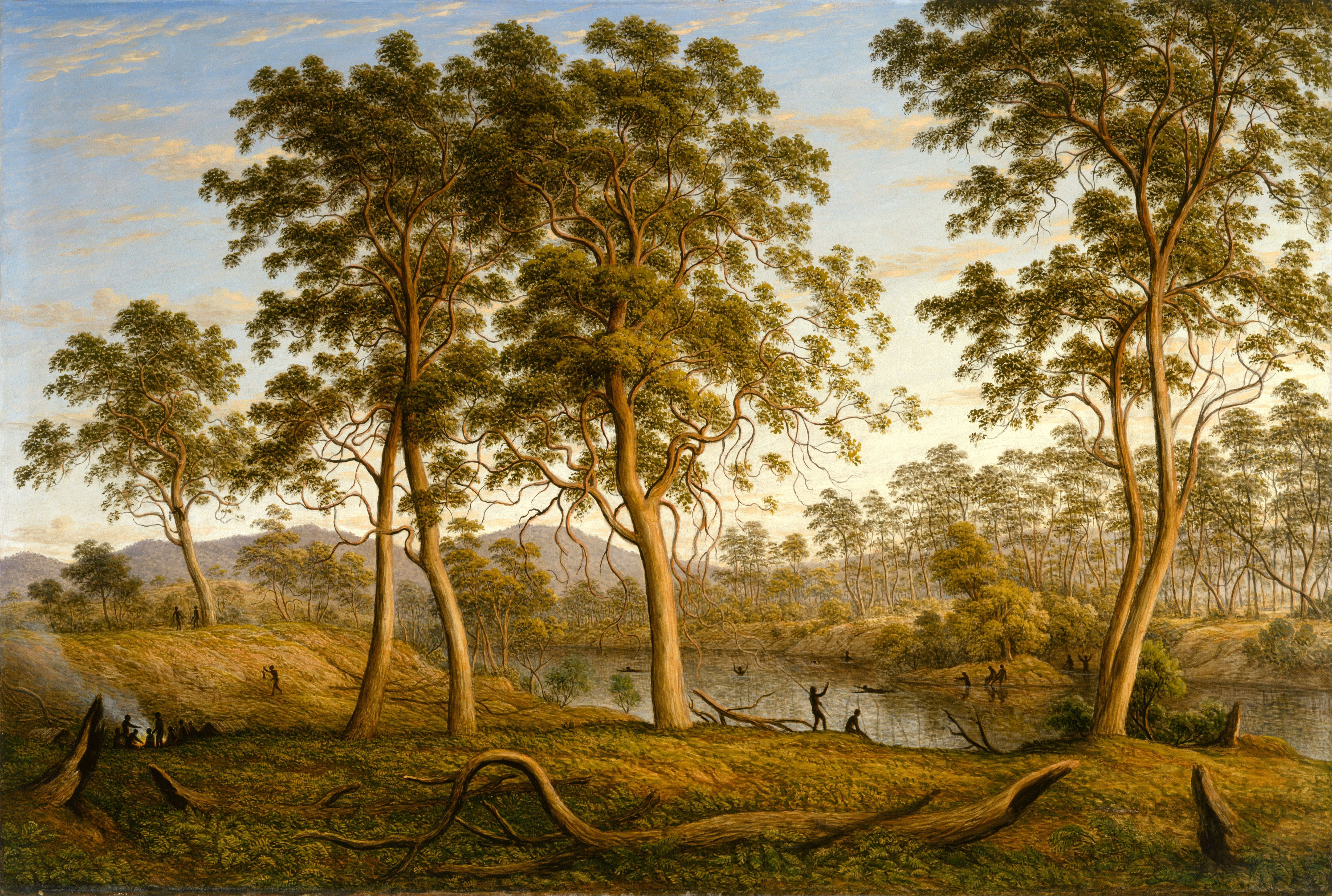
بومیان در رودخانه اوز ، سرزمین ون دیمن
۱۸۳۸ م.
نگارخانه نیو ساوت ولز